# 地球近傍天体研究センター

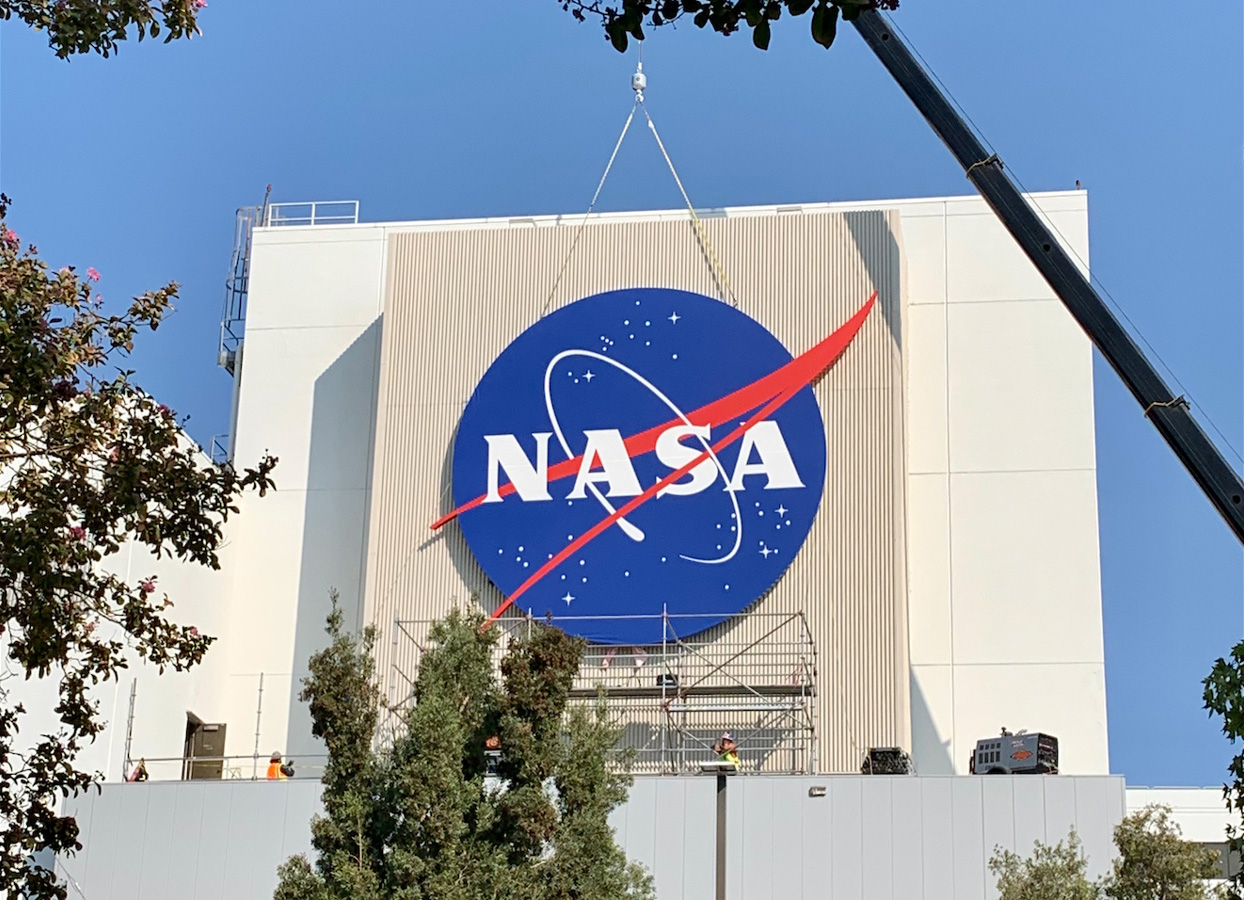
ジェット推進研究所

地球近傍天体研究センター(Center for Near-Earth Object Studies, CNEOS)は、アメリカ航空宇宙局(NASA)のジェット推進研究所の施設の1つであり、小惑星や彗星の軌道や地球衝突の可能性の計算を行っている。カリフォルニア州パサデナのカリフォルニア工科大学内に所在し、運営されている。
CNEOSは、地球近傍天体の軌道の高精度計算を行っている。これらの軌道の計算値から、今後１世紀以上にわたる地球近傍天体の地球への衝突確率が評価される。
CNEOSには、NASAの小惑星監視システムであるセントリーが設置されており、潜在的な危険を持つ小惑星の軌道の分析を行い、今後1世紀の衝突の可能性を探査している。同様に、スカウトシステムでは、新規の潜在的な小惑星の発見を監視し、将来の動きの可能な範囲を計算し、衝突の可能性がある場合、衝突の時期と確率を推定する。
また、CNEOSは、仮想的な小惑星が以前に既知量の偏向を受けた場合、どれだけ移動するかを計算するNEO Deflection Appも提供している。